# Kurt Sauer
Pour les articles homonymes, voir Sauer.
Kurt Sauer (né le 16 janvier 1981 à Saint Cloud, État du Minnesota aux États-Unis) est un joueur professionnel américain de hockey sur glace.

## Carrière
Il commence sa carrière en 1998 avec les Huskies de North Iowa dans la USHL. De 1999 à 2002, il rejoint les Chiefs de Spokane de la Ligue de hockey de l'Ouest. Il est choisi en 2000 au cours du repêchage d'entrée dans la Ligue nationale de hockey par l'Avalanche du Colorado en 3e ronde, en 88e position. De 2002 à 2004, il joue pour les Mighty Ducks d'Anaheim en LNH. Pendant la saison 2003-2004, il est échangé par les Ducks à l'Avalanche avec un choix de repêchage contre Martin Škoula. Il joue avec le Colorado jusqu'en 2008.
Le 1er juillet 2008, il signe un contrat de quatre ans avec les Coyotes de Phoenix. Il souffre d'une commotion cérébrale lors de la saison 2009-2010 et ne joue que le premier match de la saison, soit le 3 octobre 2009 contre les Kings de Los Angeles. Il manque également la totalité des deux saisons suivantes (2010-2011 et 2011-2012), années où il est encore sous contrat avec les Coyotes, et n'a toujours pas rejoué de match.

## Parenté dans le sport
Son frère Michael Sauer joue également dans la LNH.

## Statistiques
| Saison     | Équipe                  | Ligue      |     | Saison régulière | Saison régulière | Saison régulière | Saison régulière | Saison régulière |   | Séries éliminatoires | Séries éliminatoires | Séries éliminatoires | Séries éliminatoires | Séries éliminatoires |
| Saison     | Équipe                  | Ligue      | PJ  | B                | A                | Pts              | Pun              | PJ               | B | A                    | Pts                  | Pun                  |                      |                      |
| 1998-1999  | Huskies de North Iowa   | USHL       | 52  | 1                | 4                | 5                | 67               | -                | - | -                    | -                    | -                    |                      |                      |
| 1999-2000  | Chiefs de Spokane       | LHOu       | 71  | 3                | 12               | 15               | 48               | 15               | 2 | 1                    | 3                    | 8                    |                      |                      |
| 2000-2001  | Chiefs de Spokane       | LHOu       | 48  | 5                | 10               | 15               | 85               | 3                | 1 | 0                    | 1                    | 2                    |                      |                      |
| 2001-2002  | Chiefs de Spokane       | LHOu       | 61  | 4                | 19               | 23               | 73               | 11               | 0 | 3                    | 3                    | 12                   |                      |                      |
| 2002-2003  | Mighty Ducks d'Anaheim  | LNH        | 80  | 1                | 2                | 3                | 74               | 21               | 1 | 1                    | 2                    | 6                    |                      |                      |
| 2003-2004  | Mighty Ducks d'Anaheim  | LNH        | 55  | 1                | 4                | 5                | 32               | -                | - | -                    | -                    | -                    |                      |                      |
| 2003-2004  | Avalanche du Colorado   | LNH        | 14  | 0                | 1                | 1                | 19               | 3                | 0 | 0                    | 0                    | 0                    |                      |                      |
| 2005-2006  | Avalanche du Colorado   | LNH        | 37  | 1                | 4                | 5                | 24               | 9                | 0 | 0                    | 0                    | 4                    |                      |                      |
| 2005-2006  | Lock Monsters de Lowell | LAH        | 4   | 0                | 0                | 0                | 0                | -                | - | -                    | -                    | -                    |                      |                      |
| 2006-2007  | Avalanche du Colorado   | LNH        | 48  | 0                | 6                | 6                | 24               | -                | - | -                    | -                    | -                    |                      |                      |
| 2007-2008  | Avalanche du Colorado   | LNH        | 54  | 1                | 5                | 6                | 41               | 10               | 1 | 0                    | 1                    | 8                    |                      |                      |
| 2008-2009  | Coyotes de Phoenix      | LNH        | 68  | 1                | 6                | 7                | 36               | -                | - | -                    | -                    | -                    |                      |                      |
| 2009-2010  | Coyotes de Phoenix      | LNH        | 1   | 0                | 0                | 0                | 0                | -                | - | -                    | -                    | -                    |                      |                      |
| Totaux LNH | Totaux LNH              | Totaux LNH | 357 | 5                | 28               | 33               | 250              | 43               | 2 | 1                    | 3                    | 18                   |                      |                      |